# Arnošt Václavek
Arnošt Václavek (3. ledna 1917 Zábřeh – 16. listopadu 1941 Irské moře) byl český palubní střelec 311. československé bombardovací perutě padlý v druhé světové válce.

## Život
Arnošt Václavek se narodil 3. ledna 1917 v Zábřehu. Vyučil se, vojenskou službu si odsloužil v Šumperku. 
Po německé okupaci v březnu 1939 opustil Protektorát Čechy a Morava a dne 18. října 1939 vstoupil do československé zahraniční armády ve francouzském Agde. Po příchodu do Velké Británie se stal palubním střelcem u 311. československé bombardovací perutě RAF. Dosáhl hodnosti četaře.
Dne 16. listopadu byl členem posádky letounu Vickers Wellington KX-E Z 8866, který odstartoval z letiště v britském Wrethamu k náletu na loděnice německém Kielu. Během úspěšného splnění úkolu dostal letoun zásah od protiletadlové obrany, který vyřadil radiostanici a hydrauliku. V důsledku toho letěl stroj na severozápad místo na západ a ztrácel rychlost. Za tmy a mlhy přeletěla posádka anglickou pevninu až nad Irské moře, kde letounu západně od pobřeží Cumberlandu došlo palivo. Piloti se pokusili přistát na mořskou hladinu. Při tomto manévru zemřeli čtyři členové posádky ze šesti, jedním z nich byl i Arnošt Václavek.

## Posmrtná ocenění
- Arnoštu Václavkovi byla in memoriam udělena Československá medaile Za chrabrost před nepřítelem
- Arnošt Václavek byl in memoriam povýšen do hodnosti podplukovníka